# Robyn Carston
Robyn Carston é uma linguista conhecida por seus trabalhos sobre semântica e pragmática, tratando especialmente da interface entre as duas áreas e outros sistemas cognitivos. É professora do University College London e, desde 2017, preside a European Society for Philosophy and Psychology.